# Campionato europeo di pallanuoto 1966 (maschile)
L'XI edizione del campionato europeo di pallanuoto si svolse dal 20 al 27 agosto 1966 ad Utrecht (Paesi Bassi), nel corso dell'undicesima edizione dei campionati europei di nuoto.
Parteciparono alla competizione ben 17 rappresentative nazionali; la formula del torneo fu la stessa delle più recenti edizioni, ossia tre successive fasi a gironi.

Per la prima volta si impose l'Unione Sovietica, che concluse la rassegna senza subire sconfitte.

## Squadre partecipanti
GRUPPO A
- Gran Bretagna
- Paesi Bassi
- Spagna
- Svezia
- Ungheria

GRUPPO B
- Cecoslovacchia
- Francia
- Germania Est
- Jugoslavia

GRUPPO C
- Bulgaria
- Romania
- Turchia
- Unione Sovietica

GRUPPO D
- Belgio
- Germania Ovest
- Irlanda
- Italia

## Prima fase

### Gruppo A
|    | Squadra       | Punti | G | V | N | P | GF | GS | DR  |
| -- | ------------- | ----- | - | - | - | - | -- | -- | --- |
| 1. | Ungheria      | 8     | 4 | 4 | 0 | 0 | 21 | 5  | +16 |
| 2. | Paesi Bassi   | 6     | 4 | 3 | 0 | 1 | 16 | 11 | +5  |
| 3. | Svezia        | 4     | 4 | 2 | 0 | 2 | 9  | 10 | -1  |
| 4. | Spagna        | 1     | 4 | 0 | 1 | 3 | 8  | 17 | -9  |
| 5. | Gran Bretagna | 1     | 4 | 0 | 1 | 3 | 9  | 21 | -12 |

| Data     | Gara        | Gara  | Gara          |
| -------- | ----------- | ----- | ------------- |
| 20-08-66 | Svezia      | 4 - 3 | Spagna        |
| 20-08-66 | Ungheria    | 5 - 3 | Paesi Bassi   |
| 21-08-66 | Paesi Bassi | 4 - 1 | Spagna        |
| 21-08-66 | Svezia      | 3 - 2 | Gran Bretagna |
| 21-08-66 | Paesi Bassi | 7 - 4 | Gran Bretagna |
| 22-08-66 | Spagna      | 3 - 3 | Gran Bretagna |
| 22-08-66 | Ungheria    | 3 - 1 | Svezia        |
| 22-08-66 | Ungheria    | 6 - 1 | Spagna        |
| 23-08-66 | Paesi Bassi | 2 - 1 | Svezia        |
| 23-08-66 | Ungheria    | 7 - 0 | Gran Bretagna |

### Gruppo B
|    | Squadra        | Punti | G | V | N | P | GF | GS | DR  |
| -- | -------------- | ----- | - | - | - | - | -- | -- | --- |
| 1. | Germania Est   | 6     | 3 | 3 | 0 | 0 | 19 | 7  | +12 |
| 2. | Jugoslavia     | 4     | 3 | 2 | 0 | 1 | 12 | 4  | +8  |
| 3. | Francia        | 2     | 3 | 1 | 0 | 2 | 6  | 15 | -9  |
| 4. | Cecoslovacchia | 0     | 3 | 0 | 0 | 3 | 5  | 16 | -11 |

| Data     | Gara         | Gara  | Gara           |
| -------- | ------------ | ----- | -------------- |
| 20-08-66 | Francia      | 2 - 1 | Cecoslovacchia |
| 21-08-66 | Jugoslavia   | 5 - 1 | Cecoslovacchia |
| 21-08-66 | Germania Est | 8 - 3 | Francia        |
| 22-08-66 | Jugoslavia   | 6 - 1 | Francia        |
| 22-08-66 | Germania Est | 9 - 3 | Cecoslovacchia |
| 23-08-66 | Jugoslavia   | 1 - 2 | Germania Est   |

### Gruppo C
|    | Squadra          | Punti | G | V | N | P | GF | GS | DR  |
| -- | ---------------- | ----- | - | - | - | - | -- | -- | --- |
| 1. | Unione Sovietica | 6     | 3 | 3 | 0 | 0 | 23 | 2  | +21 |
| 2. | Romania          | 4     | 3 | 2 | 0 | 1 | 19 | 3  | +16 |
| 3. | Bulgaria         | 2     | 3 | 1 | 0 | 2 | 14 | 14 | 0   |
| 4. | Turchia          | 0     | 3 | 0 | 0 | 3 | 2  | 39 | -37 |

| Data     | Gara             | Gara   | Gara     |
| -------- | ---------------- | ------ | -------- |
| 20-08-66 | Unione Sovietica | 12 - 0 | Turchia  |
| 21-08-66 | Romania          | 4 - 0  | Bulgaria |
| 22-08-66 | Unione Sovietica | 8 - 0  | Bulgaria |
| 22-08-66 | Romania          | 13 - 0 | Turchia  |
| 23-08-66 | Unione Sovietica | 3 - 2  | Romania  |
| 23-08-66 | Bulgaria         | 14 - 2 | Turchia  |

### Gruppo D
|    | Squadra        | Punti | G | V | N | P | GF | GS | DR  |
| -- | -------------- | ----- | - | - | - | - | -- | -- | --- |
| 1. | Italia         | 6     | 3 | 3 | 0 | 0 | 20 | 9  | +11 |
| 2. | Germania Ovest | 3     | 3 | 1 | 1 | 1 | 18 | 13 | +5  |
| 3. | Belgio         | 3     | 3 | 1 | 1 | 1 | 15 | 11 | +4  |
| 4. | Irlanda        | 0     | 3 | 0 | 0 | 3 | 7  | 27 | -20 |

| Data     | Gara           | Gara   | Gara           |
| -------- | -------------- | ------ | -------------- |
| 20-08-66 | Belgio         | 8 - 3  | Irlanda        |
| 21-08-66 | Italia         | 6 - 5  | Germania Ovest |
| 22-08-66 | Italia         | 2 - 1  | Belgio         |
| 22-08-66 | Germania Ovest | 7 - 1  | Irlanda        |
| 23-08-66 | Italia         | 12 - 3 | Irlanda        |
| 23-08-66 | Germania Ovest | 6 - 6  | Belgio         |

## Semifinali

### Gruppo A
|    | Squadra      | Punti | G | V | N | P | GF | GS | DR |
| -- | ------------ | ----- | - | - | - | - | -- | -- | -- |
| 1. | Germania Est | 5     | 3 | 2 | 1 | 0 | 10 | 7  | +3 |
| 2. | Jugoslavia   | 4     | 3 | 2 | 0 | 1 | 7  | 5  | +2 |
| 3. | Ungheria     | 3     | 3 | 1 | 1 | 1 | 6  | 7  | -1 |
| 4. | Paesi Bassi  | 0     | 3 | 0 | 0 | 3 | 3  | 7  | -4 |

| Data     | Gara         | Gara  | Gara         |
| -------- | ------------ | ----- | ------------ |
| 24-08-66 | Paesi Bassi  | 2 - 4 | Germania Est |
| 24-08-66 | Ungheria     | 2 - 3 | Jugoslavia   |
| 25-08-66 | Paesi Bassi  | 1 - 3 | Jugoslavia   |
| 25-08-66 | Germania Est | 4 - 4 | Ungheria     |

### Gruppo B
|    | Squadra          | Punti | G | V | N | P | GF | GS | DR |
| -- | ---------------- | ----- | - | - | - | - | -- | -- | -- |
| 1. | Unione Sovietica | 5     | 3 | 2 | 1 | 0 | 10 | 7  | +3 |
| 2. | Italia           | 5     | 3 | 2 | 1 | 0 | 11 | 9  | +2 |
| 3. | Romania          | 2     | 3 | 1 | 0 | 2 | 8  | 5  | +3 |
| 4. | Germania Ovest   | 0     | 3 | 0 | 0 | 3 | 7  | 15 | -8 |

| Data     | Gara             | Gara  | Gara           |
| -------- | ---------------- | ----- | -------------- |
| 24-08-66 | Unione Sovietica | 4 - 2 | Germania Ovest |
| 24-08-66 | Italia           | 2 - 1 | Romania        |
| 25-08-66 | Unione Sovietica | 3 - 3 | Italia         |
| 25-08-66 | Romania          | 5 - 0 | Germania Ovest |

### 9º - 16º posto

#### Gruppo C
|    | Squadra        | Punti | G | V | N | P | GF | GS | DR |
| -- | -------------- | ----- | - | - | - | - | -- | -- | -- |
| 1. | Svezia         | 4     | 3 | 3 | 0 | 0 | 11 | 5  | +6 |
| 2. | Spagna         | 4     | 3 | 2 | 0 | 1 | 11 | 8  | +3 |
| 3. | Francia        | 2     | 3 | 1 | 0 | 2 | 4  | 9  | -5 |
| 4. | Cecoslovacchia | 0     | 3 | 0 | 0 | 3 | 5  | 9  | -4 |

| Data     | Gara    | Gara  | Gara           |
| -------- | ------- | ----- | -------------- |
| 24-08-66 | Svezia  | 3 - 1 | Cecoslovacchia |
| 24-08-66 | Francia | 1 - 4 | Spagna         |
| 25-08-66 | Spagna  | 4 - 3 | Cecoslovacchia |
| 25-08-66 | Svezia  | 4 - 1 | Francia        |

#### Gruppo D
|    | Squadra  | Punti | G | V | N | P | GF | GS | DR  |
| -- | -------- | ----- | - | - | - | - | -- | -- | --- |
| 1. | Belgio   | 6     | 3 | 3 | 0 | 0 | 24 | 6  | +18 |
| 2. | Bulgaria | 4     | 3 | 2 | 0 | 1 | 23 | 9  | +14 |
| 3. | Irlanda  | 1     | 3 | 0 | 1 | 2 | 7  | 16 | -9  |
| 4. | Turchia  | 1     | 3 | 0 | 1 | 2 | 4  | 27 | -23 |

| Data     | Gara     | Gara   | Gara    |
| -------- | -------- | ------ | ------- |
| 24-08-66 | Bulgaria | 6 - 2  | Irlanda |
| 24-08-66 | Turchia  | 0 - 11 | Belgio  |
| 25-08-66 | Bulgaria | 3 - 5  | Belgio  |
| 25-08-66 | Irlanda  | 2 - 2  | Turchia |

## Fase finale

### Gruppo 1º-4º posto
|    | Squadra          | Punti | G | V | N | P | GF | GS | DR |
| -- | ---------------- | ----- | - | - | - | - | -- | -- | -- |
| 1. | Unione Sovietica | 4     | 3 | 1 | 2 | 0 | 5  | 4  | +1 |
| 2. | Germania Est     | 4     | 3 | 2 | 0 | 1 | 4  | 3  | +1 |
| 3. | Jugoslavia       | 3     | 3 | 1 | 1 | 1 | 4  | 4  | 0  |
| 4. | Italia           | 1     | 3 | 0 | 1 | 2 | 5  | 7  | -2 |

| Data     | Gara         | Gara  | Gara             |
| -------- | ------------ | ----- | ---------------- |
| 26-08-66 | Jugoslavia   | 1 - 1 | Unione Sovietica |
| 26-08-66 | Italia       | 1 - 2 | Germania Est     |
| 27-08-66 | Germania Est | 0 - 1 | Unione Sovietica |
| 27-08-66 | Jugoslavia   | 2 - 1 | Italia           |

### Gruppo 5º-8º posto
|    | Squadra        | Punti | G | V | N | P | GF | GS | DR |
| -- | -------------- | ----- | - | - | - | - | -- | -- | -- |
| 1. | Ungheria       | 6     | 3 | 3 | 0 | 0 | 14 | 9  | +5 |
| 2. | Romania        | 4     | 3 | 2 | 0 | 1 | 10 | 5  | +5 |
| 2. | Germania Ovest | 2     | 3 | 1 | 0 | 2 | 8  | 14 | -6 |
| 4. | Paesi Bassi    | 0     | 3 | 0 | 0 | 3 | 8  | 12 | -4 |

| Data     | Gara           | Gara  | Gara           |
| -------- | -------------- | ----- | -------------- |
| 26-08-66 | Romania        | 3 - 2 | Paesi Bassi    |
| 26-08-66 | Ungheria       | 6 - 4 | Germania Ovest |
| 27-08-66 | Germania Ovest | 4 - 3 | Paesi Bassi    |
| 27-08-66 | Ungheria       | 3 - 2 | Romania        |

### Gruppo 9º-12º posto
|    | Squadra  | Punti | G | V | N | P | GF | GS | DR |
| -- | -------- | ----- | - | - | - | - | -- | -- | -- |
| 1. | Svezia   | 5     | 3 | 2 | 1 | 0 | 10 | 6  | +4 |
| 2. | Belgio   | 4     | 3 | 2 | 0 | 1 | 11 | 7  | +4 |
| 2. | Bulgaria | 3     | 3 | 1 | 1 | 1 | 10 | 9  | +1 |
| 4. | Spagna   | 0     | 3 | 0 | 0 | 3 | 5  | 14 | -9 |

| Data     | Gara     | Gara  | Gara     |
| -------- | -------- | ----- | -------- |
| 26-08-66 | Belgio   | 5 - 0 | Spagna   |
| 26-08-66 | Svezia   | 2 - 2 | Bulgaria |
| 27-08-66 | Svezia   | 4 - 1 | Belgio   |
| 27-08-66 | Bulgaria | 5 - 2 | Spagna   |

### Gruppo 13º-16º posto
|    | Squadra        | Punti | G | V | N | P | GF | GS | DR  |
| -- | -------------- | ----- | - | - | - | - | -- | -- | --- |
| 1. | Francia        | 6     | 3 | 3 | 0 | 0 | 16 | 6  | +10 |
| 2. | Cecoslovacchia | 4     | 3 | 2 | 0 | 1 | 20 | 6  | +14 |
| 2. | Irlanda        | 1     | 3 | 0 | 1 | 2 | 9  | 16 | +7  |
| 4. | Turchia        | 1     | 3 | 0 | 1 | 2 | 4  | 19 | -15 |

| Data     | Gara           | Gara   | Gara    |
| -------- | -------------- | ------ | ------- |
| 26-08-66 | Cecoslovacchia | 9 - 3  | Irlanda |
| 26-08-66 | Francia        | 7 - 1  | Turchia |
| 27-08-66 | Cecoslovacchia | 10 - 1 | Turchia |
| 27-08-66 | Francia        | 5 - 4  | Irlanda |

## Classifica finale
| Pos. | Squadra          |
| ---- | ---------------- |
|      | Unione Sovietica |
|      | Germania Est     |
|      | Jugoslavia       |
| 4    | Italia           |
| 5    | Ungheria         |
| 6    | Romania          |
| 7    | Germania Ovest   |
| 8    | Paesi Bassi      |
| 9    | Svezia           |
| 10   | Belgio           |
| 11   | Bulgaria         |
| 12   | Spagna           |
| 13   | Francia          |
| 14   | Cecoslovacchia   |
| 15   | Irlanda          |
| 16   | Turchia          |
| 17   | Gran Bretagna    |

### Campioni
| Oro |
| Unione Sovietica Vadim Guljaev Vladimir Kuznecov Boris Grišin Iosif Zemcov Vladimir Žmudskij Vladimir Semënov Boris Popov Valerij Puškarëv Aleksandr Dolgušin Leonid Osipov Igor' Grabovskij |